# Cryptobranchus
Genre
Synonymes
- Urotropis Rafinesque, 1822
- Protonopsis LeConte, 1824
- Abranchus Harlan, 1825
- Menopoma Harlan, 1825
- Salamandrops Wagler, 1830

Cryptobranchus est un genre d'urodèles de la famille des Cryptobranchidae.

## Répartition
Les deux espèces de ce genre sont endémiques de l'Est des États-Unis.

## Liste des espèces
Selon Amphibian Species of the World (20 février 2014) :
- Cryptobranchus alleganiensis (Daudin, 1803) — Ménopome
- Cryptobranchus bishopi Grobman, 1943

et les espèces fossiles :
- †Cryptobranchus guildayi Holman, 1977
- †Cryptobranchus saskatchewanensis Naylor, 1981

## Publication originale
- Leuckart, 1821 : Einiges über die Fischartigen Amphibien. Isis von Oken, vol. 9, p. 257-265 (texte intégral).